# Балабушки

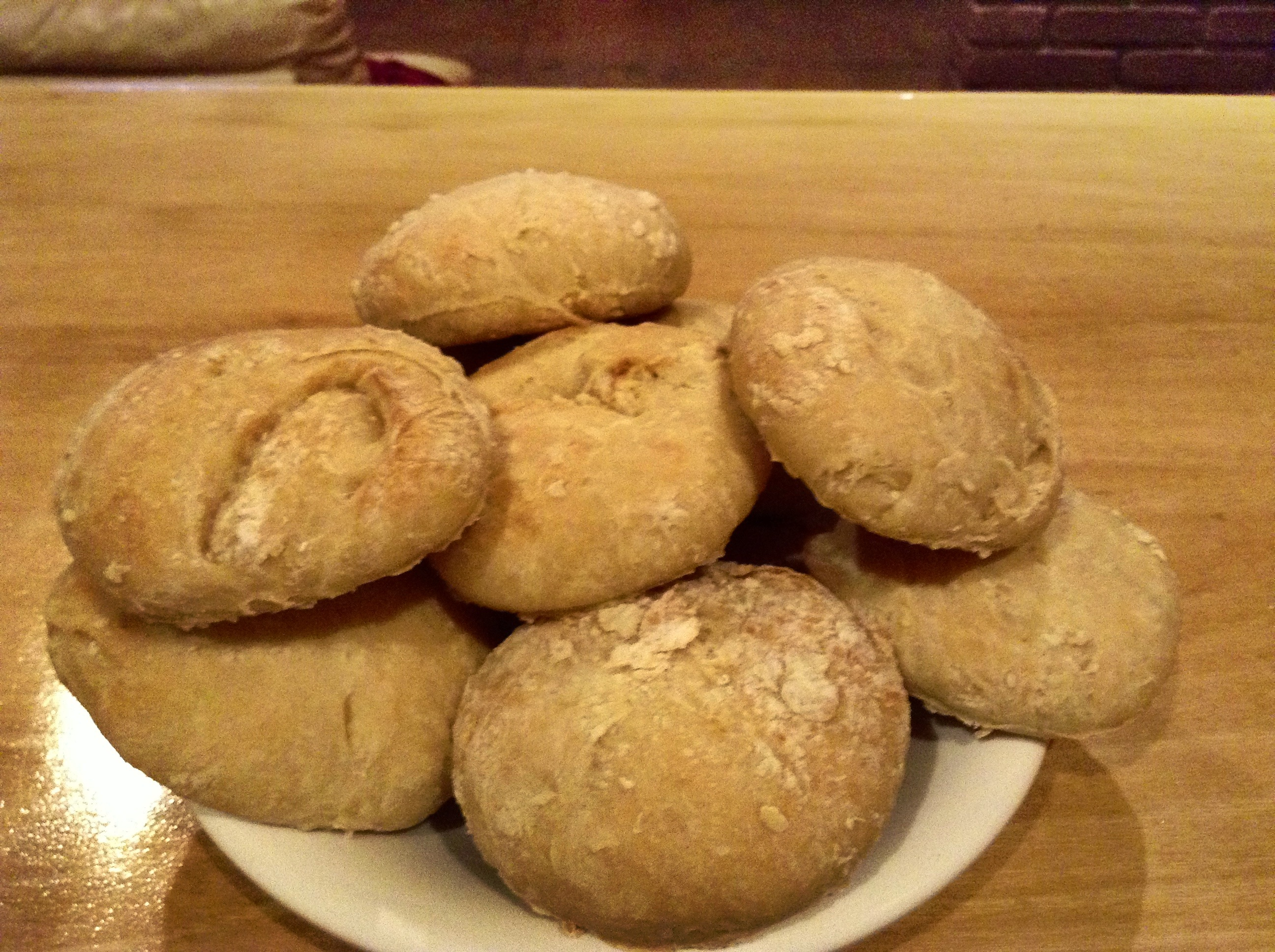

Балабушки (балабухи) — невеличкі булочки круглої форми з кислого тіста. Пекли їх у святкові дні чи в неділю найчастіше з пшеничного або гречано-пшеничного борошна. У деяких районах (Слобожанщині, півночі Полтавщини) балабушки не пекли, а варили.
На печених балабушках ворожили у новорічну ніч і на Андрія. Воду для тіста слід було принести від колодязя ротом. При цьому хлопці смішили дівчат, щоб ті випустили з рота або проковтнули воду. Нарешті, принісши воду, дівчата замішували нею тісто, випікали балабушки та, поклавши декілька на низенькому ослоні, впускали голодного собаку. Чию балабушку собака з'їдав першою, та з дівчат першою повинна була вийти заміж. Інший спосіб ворожіння полягав у тому, щоб з'їсти на ніч пересолену балабушку, тоді присниться суджений, який принесе дівчині напитися.
Аналогічні балабушкам були пампушки.